# عثد (بعدان)

تعديل مصدري - تعديل

عثد هي إحدى قرى عزلة ضابي بمديرية بعدان التابعة لمحافظة إب، بلغ تعداد سكانها 309 نسمة حسب تعداد اليمن لعام 2004.